# Gračišće
Gračišće (tal. Gallignana) je općina u Hrvatskoj. Nalazi se u Istarskoj županiji.

## Općinska naselja
Općina se sastoji od 7 naselja (stanje 2006.), to su: Batlug, Bazgalji, Gračišće, Jakačići, Mandalenčići, Milotski Breg, Škopljak.

## Stanovništvo
Po popisu stanovništva iz 2001. godine, općina Gračišće imala je 1433 stanovnika, raspoređenih u 7 naselja:
- Batlug – 142
- Bazgalji – 233
- Gračišće – 310
- Jakačići – 152
- Mandalenčići – 255
- Milotski Breg – 113
- Škopljak – 71

| broj stanovnika | 1810  | 1872  | 2317  | 2357  | 2486  | 2645  | 2395  | 2277  | 2744  | 2625  | 2150  | 1815  | 1571  | 1456  | 1433  | 1419  | 1312  |
|                 | 1857. | 1869. | 1880. | 1890. | 1900. | 1910. | 1921. | 1931. | 1948. | 1953. | 1961. | 1971. | 1981. | 1991. | 2001. | 2011. | 2021. |

| broj stanovnika | 1648  | 1704  | 836   | 920   | 874   | 844   | 2395  | 2277  | 765   | 713   | 563   | 464   | 423   | 452   | 467   | 466   | 418   |
|                 | 1857. | 1869. | 1880. | 1890. | 1900. | 1910. | 1921. | 1931. | 1948. | 1953. | 1961. | 1971. | 1981. | 1991. | 2001. | 2011. | 2021. |

## Poznate osobe
U Gračišću je preko 30 godina župnik bio mons. Ivan Grah, zaslužni hrvatski crkveni arhivist i povjesničar Istre, svećenika Porečke i Pulske biskupije. Za velike zasluge Općina Gračišće mu je 2011. posmrtno dodijelila Povelju Općine.

## Vanjske poveznice
|  | Zajednički poslužitelj ima još gradiva o temi Gračišće |